# 潘大復
潘大復（1551年—1628年），初名潘玄心，字徵復，號見所，浙江烏程匯沮村（今湖州吳興環渚街道常溪村）人，祖籍江南西道婺源（今江西），明朝政治人物，進士出身。

## 生平
萬曆十年（1582年）壬午科應天鄉試三十二名，萬曆十四年（1586年）丙戌科會試一百八十三名，登三甲第一百六十名進士。礼部观政。授溧阳知县，以母憂歸，起補東明知县，二十三年丁父憂。久之，補永清县，未幾，移武清县，凡二年，入为刑部主事，尋改工部，分司通州，升都水司员外郎，管通惠二河，三十三年京察去職。崇祯元年卒，享年七十八。

## 家族
曾祖潘孝，累贈刑部右侍郎資政大夫都察院右都御史兼工部左侍郎、祖父潘夔，贈監察御史、累贈刑部右侍郎資政大夫都察院右都御史兼工部左侍郎、父潘季馴，原任資政大夫太子少保刑部尚書。母施氏（封夫人）。具庆下。兄冠生、景生、京陽（监生）、弁陽（监生）、震陽、苕陽（监生）、宜陽（监生）、瑞陽（监生）、朝陽。弟鍾陽、龍翰（监生）、華陽、岳陽、文陽（监生）、玄授、玄孺，俱庠生；桂陽。
長子潘振，次子潘湛，應天府通判。